# ژتولیو وارگاس
ژتولیو دورنلیس وارگاس (به پرتغالی: Getúlio Dornelles Vargas) (زادۀ ۱۹ آوریل ۱۸۸۲ میلادی – درگذشتۀ ۲۴ اوت ۱۹۵۴ میلادی) یک وکیل و سیاستمدار اهل برزیل بود که ۲ بار به ریاست جمهوری رسید.
وارگاس بار اول با استفاده از کودتا و ساقط کردن دولت به قدرت رسید. وی با توجه به منابع خام برزیل اقتصاد آن را به سمت تولید و صادرات هدایت کرد.
وی همچنین برنده جوایزی همچون نشان شایستگی از جمهوری ایتالیا شده‌ است.

## تولد
ژتولیو دورنلیس وارگاس در ۱۸۸۲ میلادی در برزیل متولد شد.

### دوره اول
وارگاس با ساقط کردن دولت در ۱۹۳۰ میلادی به ریاست جمهوری رسید. وی در این زمان شرکت بزرگ نفتی پتروبراس را بنیان نهاد. وارگاس به معیشت مردم اهمیت می‌داد و بین مردم به پدر فقرا معروف شده بود. با پایان جنگ جهانی دوم وارگاس استعفا کرد و دیکتاتوری ۱۵ ساله‌اش را به پایان برد.

### دوره دوم
پس از پایان دورهٔ وارگاس وزیر جنگ او یوریکو گاسپار دوترا به ریاست جمهوری رسید. در سال ۱۹۵۱ میلادی وارگاس برای بار دوم بر مسند قدرت تکیه کرد. در این حال ارتش با سیاست وارگاس مخالفت کرد و ژنرال‌ها خواستار برکناری وی شدند

## مرگ
ژتولیو وارگاس که خود را تنها می‌دید در ۱۹۵۴ میلادی در سن ۷۲ سالگی خودکشی کرد.